# Пабянице (гмина)
Пабянице (пол. Pabianice) — сельская гмина (волость) в Польше, входит как административная единица в Пабяницкий повет, Лодзинское воеводство. Население — 5482 человека (на 2006 год).

## Соседние гмины
1. Гмина Длутув
2. Гмина Добронь
3. Константынув-Лодзинский
4. Гмина Лютомерск
5. Лодзь
6. Пабьянице
7. Гмина Жгув
8. Гмина Тушин
9. Гмина Водзерады